# NGC 7557
NGC 7557 is een spiraalvormig sterrenstelsel in het sterrenbeeld Vissen. Het hemelobject werd op 16 september 1852 ontdekt door de Ierse astronoom William Parsons.

## Synoniemen
- MCG 1-59-21
- ZWG 406.35
- NPM1G +06.0598
- PGC 70854